# Ladislav Škultéty-Gabriš
Ladislav Škultéty-Gabriš (27. června 1738 Mojtín – 19. srpna 1831 Sânnicolau Mic, místní část Aradu) byl husar, jeden z nejdéle sloužících vojáků historie vojenství světa.

## Život
Už jako 12letý se v roce 1750 stal dobrovolníkem v armádě. Většinu svého života působil v husarském pluku. Jeho vojenská kariéra začala během sedmileté války. První bitva, které se zúčastnil, byla u Lovosic. Během svého života byl třikrát zraněn. Poprvé utrpěl zranění v bitvě u Kolína. V roce 1768 byl jeho pluk rozpuštěn a přešel do husarského pluku hraběte Baranya, kde působil až do konce svého života. V roce 1775 se stal vicekaprálem, v roce 1778 kaprálem. V roce 1790 byl povýšen na strážmistra a stal se i nositelem zástavy pluku. Během let 1787 až 1791 se Gabriš zúčastnil války proti Turkům. Jako sedmasedmdesátiletý se zúčastnil vojenské výpravy do Ruska. Ladislav Škultéty-Gabriš byl v armádě 81 let a zúčastnil se za toto období 22 vojenských tažení. Zvláště se vyznamenal při dobytí Berlína v sedmileté válce (v letech 1756 – 1763) a při obléhání Bělehradu (v letech 1789 – 1790). Byl držitelem dvou významných vojenských vyznamenání: Stříbrné medaile za hrdinství a dělového kříže. Svými činy a enormně dlouhou službou v armádě se stal jako „věčný voják“ známým v celé Rakouské armádě. Je jedním z hrdinů románů Jana Martiše: Císařský věčný voják a Ve službách čtyř císařů. Podle všeho byl nejdéle sloužícím vojákem v historii. Zemřel v Aradě, kde byl i pohřben. V roce 2006 byly jeho pozůstatky převezeny do rodné obce, kde má postaven i památník. Jeho výjimečnost nebyla jen v tom, že byl nejdéle sloužícím vojákům na světě, ale zejména v tom, že celý svůj majetek, který mu darovala císařovna Marie Terezie, věnoval rodné obci.